# باك غورلي
باك غورلي (بالإنجليزية: Buck Gurley)‏ هو منافس ألعاب قوى أمريكي، ولد في 7 أبريل 1978 في كوينسي في الولايات المتحدة.

## وصلات خارجية
- باك غورلي على موقع مرجع كرة القدم المحترفة.كوم (الإنجليزية)